# Serrat del Vilardell (l'Estany)

El Serrat del Vilardell, respecte del terme de l'Estany

El Serrat del Vilardell és una serra del terme municipal de l'Estany, a la comarca del Moianès.
Està situat a llevant del poble de l'Estany i a ponent de la masia de Senties, a migdia del Serrat de la Creu de Senties. És a l'esquerra de la Riera de Postius, i paral·lela al nord-est de la Serreta.